# Black Earth (Wisconsin)
Black Earth es una villa ubicada en el condado de Dane en el estado estadounidense de Wisconsin. En el Censo de 2010 tenía una población de 1.338 habitantes y una densidad poblacional de 597,92 personas por km².

## Geografía
Black Earth se encuentra ubicada en las coordenadas 43°8′5″N 89°44′51″O / 43.13472, -89.74750. Según la Oficina del Censo de los Estados Unidos, Black Earth tiene una superficie total de 2.24 km², de la cual 2.21 km² corresponden a tierra firme y (1.27%) 0.03 km² es agua.

## Demografía
Según el censo de 2010, había 1.338 personas residiendo en Black Earth. La densidad de población era de 597,92 hab./km². De los 1.338 habitantes, Black Earth estaba compuesto por el 96.71% blancos, el 0.3% eran afroamericanos, el 0.45% eran amerindios, el 1.42% eran asiáticos, el 0% eran isleños del Pacífico, el 0.15% eran de otras razas y el 0.97% pertenecían a dos o más razas. Del total de la población el 1.27% eran hispanos o latinos de cualquier raza.